# Хомород (Хунедоара)
Хомород (рум. Homorod) — село у повіті Хунедоара в Румунії. Адміністративно підпорядковане місту Джоаджу.
Село розташоване на відстані 278 км на північний захід від Бухареста, 26 км на схід від Деви, 96 км на південь від Клуж-Напоки.

## Населення
За даними перепису населення 2002 року у селі проживали 426 осіб, з них 423 особи (99,3%) румунів. Усі жителі села рідною мовою назвали румунську.